# К-61
К-61 — гусеничный плавающий транспортёр.
Гусеничный плавающий транспортёр К-61 предназначен для десантной переправы артиллерийских орудий, колесных артиллерийских тягачей и стрелковых подразделений.
Транспортёр принят на вооружение 16.05.1950 года постановлением Совета Министров СССР № 1952—752.
Производился:
- 1950—1958 — Крюковский вагоностроительный завод;
- 1958—1965 — завод «Строммашина», Ижевск.

Транспортёры К-61 входили в состав:
- переправочно-десантной роты инженерно-саперного батальона мотострелковой (танковой) дивизии — 1 взвод (9 машин);
- отдельного переправочно-десантного батальона армии — 2 роты (36 машин).

Транспортёр К-61 состоял на вооружении Советской Армии, вооруженных сил стран Варшавского договора и социалистических стран, армий Египта, Сирии и Индонезии. Принимал участие в арабо-израильских войнах.
Транспортер можно увидеть в итало-корейском фильме "Тен Зан: Смертельная миссия" 1988 г.

## Техническое описание
Корпус плавающего транспортёра водонепроницаемый, цельнометаллический, несущего типа. Для погрузки и разгрузки переправляемой техники транспортер имеет грузоподъемную лебедку, размещенную в носовом отсеке машины и откидной задний борт с въездными аппарелями.
Двигатель — двухтактный дизельный ЯАЗ-204В мощностью 130 л.с.

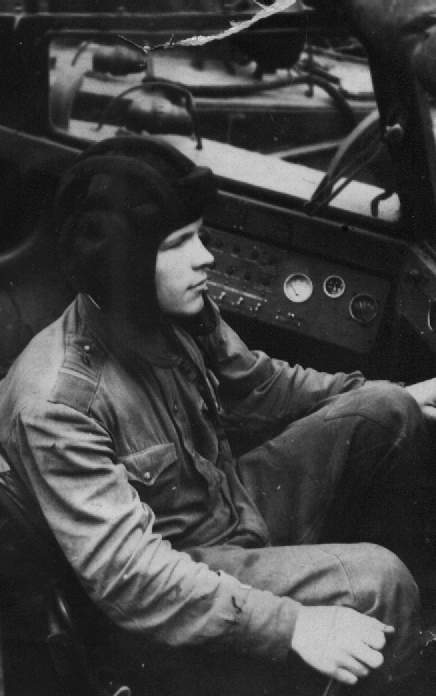
Отделение управления транспортёра К-61

### Технические характеристики
- грузоподъемность на суше — 3 т;
- грузоподъемность на воде — 5 т;
- максимальная скорость движения по шоссе — 36 км/ч;
- максимальная скорость движения по грунтовым дорогам — 25 км/ч;
- максимальная скорость движения на воде — 10 км/ч;
- предельно допустимая скорость течения реки — 2,5 м/с;
- масса без груза — 9,55 т;
- длина 9,15 м;
- ширина — 3,15 м;
- высота — 2,15 м;
- размер грузовой платформы — 5,4×2,8 м;
- запас хода по топливу по суше 170—260 км;
- запас хода по топливу по воде 8 ч;
- наибольшие преодолеваемые углы подъема без груза — 42 град;
- наибольшие преодолеваемые углы подъема с грузом — 25 град;
- клиренс без груза — 0,4 м;
- клиренс с грузом 3 т — 0,36 м;
- осадка с грузом — 1,4 м.

Переправляемые грузы
пушка калибром 85 мм — 1;
пушка калибром 100 мм — 1;
гаубица 152 мм — 1;
автомобиль ГАЗ (с грузом) или ЗИЛ (без груза) — 1;
десант — 40 чел.